# Анизотропия флуоресценции
Анизотропия флуоресценции (поляризация флуоресценции) — физическое явление, заключающееся в различной интенсивности света, испускаемого флуорофором, вдоль различных осей поляризации. Пионерами исследований в этой области науки были Александр Яблонский, Грегорио Вебер и Андреас Альбрехт. Методы, основанные на анализе поляризации флуоресценции, широко применяются при скрининге низкомолекулярных соединений, взаимодействующих с белками, и при изучении структуры белков.

## Принцип метода
Явление флуоресценции базируется на переходе молекулы в возбуждённое состояние при поглощении фотона. После небольшой задержки (характерное время флуоресценции τ) молекула возвращается обратно в основное состояние, отдавая часть энергии в виде теплоты и испуская другой фотон. В ходе этих событий происходит перераспределение электронов молекулы. В связи с этим возбуждение фотоном оказывается возможным лишь при определённой ориентации вектора электрического поля света относительно молекулы, а испускаемый фотон оказывается определённым образом поляризован относительно молекулы.
Если группу флуорофоров осветить поляризованным светом, в возбуждённое состояние перейдут преимущественно молекулы, ориентированные в некотором диапазоне углов относительно плоскости поляризации. Если они будут неподвижны, испускаемый свет также окажется поляризованным под определённым углом. Эту внутреннюю анизотропию (r0) обычно измеряют, внедрив флуорофоры в замороженный многоатомный спирт.
Степень поляризации испускаемого света может уменьшиться, если флуорофоры могут свободно вращаться. Степень уменьшения корреляции между поляризацией поглощённого и испускаемого света зависит от соотношения характерного времени изменения пространственной ориентации флуорофора ϕ и характерного времени флуоресценции τ. Причиной изменения ориентации флуорофора может быть как вращение всей молекулы, так и поворот лишь её фрагмента, содержащего флуорофор. Мера анизотропии связана со скоростью вращения следующим соотношением:
{\displaystyle r={\frac {r_{0}}{1+\tau /\phi }}},
где r — наблюдаемая анизотропия, r0 — внутренняя анизотропия молекулы, τ — характерное время флуоресценции, ϕ — характерное время вращения.
Подобные рассуждения применимы только в том случае, когда флуорофоры находятся достаточно далеко друг от друга. Если они находятся рядом, они могут обмениваться энергией благодаря фёрстеровскому резонансу (англ. FRET), приводящему к уменьшению наблюдаемой анизотропии или к более сильному уменьшению корреляции. Такую реализацию FRET называют emFRET (FRET с миграцией энергии).

## Применение
Анизотропия флуоресценции может быть использована для определения констант связывания или изучения кинетики реакций, сопровождаемых изменением времён вращения молекул. Например, если флуорофор присоединён к малой молекуле, скорость её вращения может значительно уменьшиться при связывании с белком. Если флуорофор присоединён к большей молекуле, разница в поляризации между свободным и связанным состоянием будет меньше (в том числе за счёт изначально малой скорости вращения крупной молекулы), что приведёт к снижению точности измерений. Степень связывания определяется по изменению анизотропии между свободным, частично связанным и полностью связанным (в избытке белка) состояниями путём титрования.
Если флуорофор присоединён к крупной молекуле вроде белка или РНК, изменение её подвижности при сворачивании может быть использовано для изучения динамики сворачивания.
В микроскопии явление поляризации флуоресценции может применяться для изучения локальной вязкости цитозоля или мембран, определения локальной микроструктуры мембран или липидного состава. При этом используются поляризаторы, расположенные после источника света и перед фотокамерой. Эта методика может быть также использована при изучении взаимодействия молекул в сигнальных каскадах в ответ на различные воздействия.
Явление emFRET и сопряжённое с ним уменьшение анизотропии может применяться при изучении агрегации белков.